# Campeonato Soviético de Xadrez de 1976
O Campeonato Soviético de Xadrez de 1976 foi a 44ª edição do Campeonato de xadrez da URSS, realizado em Moscou, de 26 de novembro a 24 de dezembro de 1976. A competição foi vencida pelo campeão mundial Anatoly Karpov. As etapas classificatória ocorreram nas cidades de Rostov e Minsk.

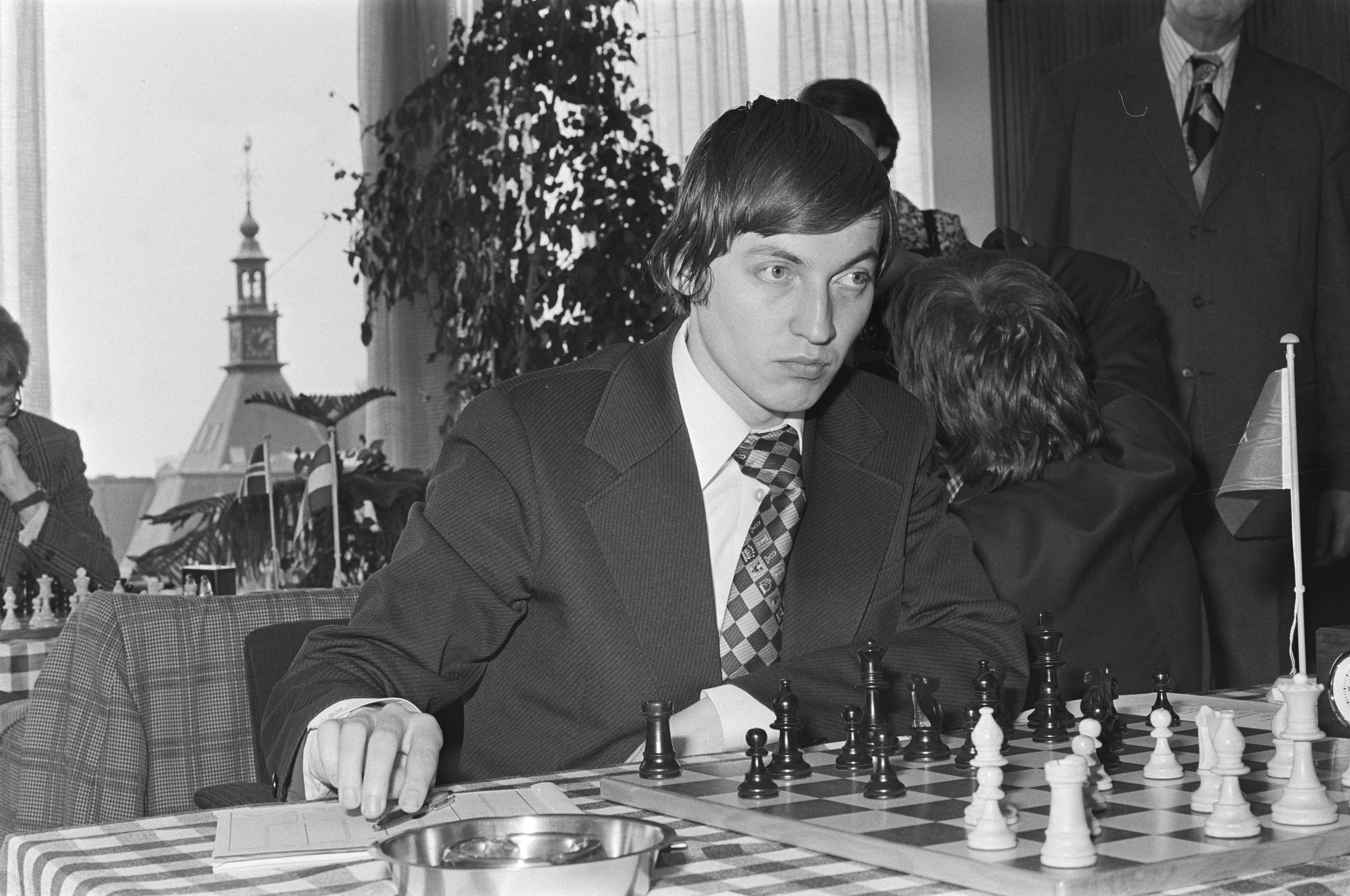
Anatoly Karpov

## Tabela e resultados
| N° | Jogador            | Rating | 1 | 2 | 3 | 4 | 5 | 6 | 7 | 8 | 9 | 10 | 11 | 12 | 13 | 14 | 15 | 16 | 17 | 18 | Total |
| -- | ------------------ | ------ | - | - | - | - | - | - | - | - | - | -- | -- | -- | -- | -- | -- | -- | -- | -- | ----- |
| 1  | Anatoly Karpov     | 2695   | - | 1 | ½ | ½ | 1 | ½ | ½ | 0 | ½ | ½  | 1  | 1  | 1  | ½  | ½  | 1  | 1  | 1  | 12    |
| 2  | Yuri Balashov      | 2545   | 0 | - | ½ | 1 | ½ | ½ | ½ | ½ | 1 | 1  | 1  | ½  | ½  | ½  | ½  | ½  | 1  | 1  | 11    |
| 3  | Tigran Petrosian   | 2635   | ½ | ½ | - | ½ | ½ | 0 | ½ | ½ | 1 | 1  | 1  | 0  | ½  | ½  | 1  | ½  | 1  | 1  | 10½   |
| 4  | Lev Polugaevsky    | 2635   | ½ | 0 | ½ | - | ½ | ½ | 1 | ½ | ½ | 0  | 1  | ½  | 1  | 1  | ½  | 1  | ½  | 1  | 10½   |
| 5  | Josif Dorfman      | 2405   | 0 | ½ | ½ | ½ | - | ½ | ½ | 0 | 0 | 1  | 1  | 1  | ½  | 1  | 1  | ½  | 0  | 1  | 9½    |
| 6  | Mikhail Tal        | 2615   | ½ | ½ | 1 | ½ | ½ | - | ½ | ½ | ½ | 0  | ½  | ½  | 0  | ½  | ½  | ½  | 1  | 1  | 9     |
| 7  | Vassily Smyslov    | 2580   | ½ | ½ | ½ | 0 | ½ | ½ | - | ½ | ½ | 1  | ½  | 0  | 1  | ½  | 1  | ½  | 1  | 0  | 9     |
| 8  | Efim Geller        | 2620   | 1 | ½ | ½ | ½ | 1 | ½ | ½ | - | 0 | 0  | ½  | 1  | 1  | 0  | ½  | ½  | ½  | 0  | 8½    |
| 9  | Evgeny Sveshnikov  | 2510   | ½ | 0 | 0 | ½ | 1 | ½ | ½ | 1 | - | 0  | ½  | ½  | 1  | ½  | 1  | ½  | ½  | 0  | 8½    |
| 10 | Oleg Romanishin    | 2560   | ½ | 0 | 0 | 1 | 0 | 1 | 0 | 1 | 1 | -  | 0  | ½  | 1  | 0  | ½  | 1  | 0  | 1  | 8½    |
| 11 | Boris Gulko        | 2530   | 0 | 0 | 0 | 0 | 0 | ½ | ½ | ½ | ½ | 1  | -  | ½  | 0  | 1  | ½  | 1  | 1  | 1  | 8     |
| 12 | Rafael Vaganian    | 2550   | 0 | ½ | 1 | ½ | 0 | ½ | 1 | 0 | ½ | ½  | ½  | -  | ½  | 1  | 0  | 0  | ½  | ½  | 7½    |
| 13 | Karen Grigorian    | 2485   | 0 | ½ | ½ | 0 | ½ | 1 | 0 | 0 | 0 | 0  | 1  | ½  | -  | ½  | ½  | 1  | ½  | 1  | 7½    |
| 14 | Mark Taimanov      | 2540   | ½ | ½ | ½ | 0 | 0 | ½ | ½ | 1 | ½ | 1  | 0  | 0  | ½  | -  | 0  | 1  | ½  | 0  | 7     |
| 15 | Nukhim Rashkovsky  | 2485   | ½ | ½ | 0 | ½ | 0 | ½ | 0 | ½ | 0 | ½  | ½  | 1  | ½  | 1  | -  | 0  | ½  | ½  | 7     |
| 16 | Alexander Zakharov | 2435   | 0 | ½ | ½ | 0 | ½ | ½ | ½ | ½ | ½ | 0  | 0  | 1  | 0  | 0  | 1  | -  | 0  | 1  | 6½    |
| 17 | Vitaly Tseshkovsky | 2550   | 0 | 0 | 0 | ½ | 1 | 0 | 0 | ½ | ½ | 1  | 0  | ½  | ½  | ½  | ½  | 1  | -  | 0  | 6½    |
| 18 | Viktor Kupreichik  | 2490   | 0 | 0 | 0 | 0 | 0 | 0 | 1 | 1 | 1 | 0  | 0  | ½  | 0  | 1  | ½  | 0  | 1  | -  | 6     |